# Maria Sulistya
Maria Lucia Ratna Sulistya (ur. 1975) – indonezyjska szachistka, mistrzyni międzynarodowa od 1993 roku.

## Kariera szachowa
W latach 1990–1996 czterokrotnie (w tym raz na I szachownicy) reprezentowała narodowe barwy na szachowych olimpiadach. Oprócz tego, w 1995 r. była uczestniczką drużynowych mistrzostw Azji. W 1992 r. zdobyła w Buenos Aires brązowy medal mistrzostw świata juniorek w kategorii do 20 lat. W 1993 r. zakwalifikowała się do rozegranego w Dżakarcie turnieju międzystrefowego (eliminacji mistrzostw świata), w którym zajęła 29. miejsce. W 1998 r. wystąpiła w Kuala Lumpur w indywidualnych mistrzostwach Azji, dzieląc 10. miejsce. Od 1999 r. nie startowuje w turniejach organizowanych przez Międzynarodową Federację Szachową.
Najwyższy ranking w karierze osiągnęła 1 lipca 1997 r., z wynikiem 2260 punktów zajmowała wówczas 1. miejsce wśród indonezyjskich szachistek.